# Lijst van gemeentelijke monumenten in Brielle
De plaats Brielle kent 32 gemeentelijke monumenten:
| Object | Bouwjaar                              | Architect                                      | Locatie                        | Coördinaten                  | Nr.            | Afbeelding |
| --- | ------------------------------------- | ---------------------------------------------- | ------------------------------ | ---------------------------- | -------------- | --- |
| De Nymph | 1872                                  | J.Ph. Koelman                                  | Asylplein                      | 51° 54' 14" NB, 4° 9' 48" OL | 0501/wikinr_1  | De Nymph |
| Linker gedeelte van een dubbel woonhuis "Anna Petronella" | 1914                                  | A.A.E. Veenenbos                               | Asylplein 2                    | 51° 54' 13" NB, 4° 9' 49" OL | 0501/wikinr_2  | Linker gedeelte van een dubbel woonhuis "Anna Petronella" |
| Rechter gedeelte van een dubbel woonhuis "Greta" | 1914                                  | A.A.E. Veenenbos                               | Asylplein 3                    | 51° 54' 13" NB, 4° 9' 49" OL | 0501/wikinr_3  | Rechter gedeelte van een dubbel woonhuis "Greta" |
| Woonhuis, gebouwd in Amsterdamse Schoolstijl | Omstreeks 1925                        |                                                | Asylstraat 1 / hoek Voorstraat | 51° 54' 14" NB, 4° 9' 54" OL | 0501/wikinr_4  | Woonhuis, gebouwd in Amsterdamse Schoolstijl |
| Complex van drie woningen, nu twee woningen en een bedrijfsruimte | 1933                                  | Joh. H. van Holten                             | Coppelstockstraat 23-25-27     | 51° 54' 17" NB, 4° 9' 47" OL | 0501/wikinr_5  | Complex van drie woningen, nu twee woningen en een bedrijfsruimte |
| Woonhuis, traditionalisme met kenmerken van de Amsterdamse Schoolstijl | Omstreeks 1925                        |                                                | Coppelstockstraat 29           | 51° 54' 17" NB, 4° 9' 46" OL | 0501/wikinr_6  | Woonhuis, traditionalisme met kenmerken van de Amsterdamse Schoolstijl |
| Woonhuis, Amsterdamse School | 1932                                  | M.L. Middelhoek (leraar ambachtschool Brielle) | Coppelstockstraat 9            | 51° 54' 18" NB, 4° 9' 53" OL | 0501/wikinr_7  | Woonhuis, Amsterdamse School |
| Directeurswoning, een karakteristiek onderdeel van de Plantage | dertiger jaren van de twintigste eeuw |                                                | Directeurswoning               | 51° 53' 52" NB, 4° 9' 39" OL | 0501/wikinr_8  | Upload foto |
| Fort Pensersdijk | 1885                                  |                                                | Fort Pensersdijk               | 51° 52' 48" NB, 4° 8' 47" OL | 0501/wikinr_9  | Meer afbeeldingen |
| Woonhuis, Eclecticisme. | 1910                                  | H. Goossens (directeur Gemeentewerken)         | Franschestraat 2               | 51° 54' 16" NB, 4° 9' 57" OL | 0501/wikinr_10 | Woonhuis, Eclecticisme. |
| Gereformeerde Geuzenkerk | laatste helft negentiende eeuw        |                                                | Geuzenstraat 16                | 51° 54' 19" NB, 4° 10' 0" OL | 0501/wikinr_11 | Gereformeerde Geuzenkerk |
| Linker gedeelte van een dubbele woning, invloeden van de Chaletstijl en Jugendstil                                                                                               | 1923                                  | M. Koert                                       | Jan Matthijssenlaan 1          | 51° 53' 52" NB, 4° 9' 36" OL | 0501/wikinr_12 | Linker gedeelte van een dubbele woning, invloeden van de Chaletstijl en Jugendstil                                                                                               |
| Woonhuis Acacia, invloeden van Jugendstil | omstreeks 1915                        |                                                | Jan Matthijssenlaan 16         | 51° 53' 50" NB, 4° 9' 42" OL | 0501/wikinr_13 | Woonhuis Acacia, invloeden van Jugendstil |
| Rechter gedeelte van een dubbele woning, invloeden van de Chaletstijl en Jugendstil                                                                                              | 1923                                  | M. Koert                                       | Jan Matthijssenlaan 3          | 51° 53' 52" NB, 4° 9' 37" OL | 0501/wikinr_14 | Rechter gedeelte van een dubbele woning, invloeden van de Chaletstijl en Jugendstil                                                                                              |
| Schoolgebouw, een karakteristiek onderdeel van de Plantage | 1920                                  |                                                | Jan Matthijssenlaan 7          | 51° 53' 52" NB, 4° 9' 41" OL | 0501/wikinr_15 | Schoolgebouw, een karakteristiek onderdeel van de Plantage |
| Winkelpand, bestaande uit twee panden | omstreeks 1900                        |                                                | Koopmanstraat 5                | 51° 54' 9" NB, 4° 9' 52" OL  | 0501/wikinr_16 | Winkelpand, bestaande uit twee panden |
| Schoolgebouw annex woning, in opdracht van de Vereniging tot Bevordering van het Landbouwonderwijs op Voorne, Putten en Rozenburg                                                | 1931                                  | C. Kruijswijk                                  | Langestraat 74-76              | 51° 54' 15" NB, 4° 9' 44" OL | 0501/wikinr_17 | Schoolgebouw annex woning, in opdracht van de Vereniging tot Bevordering van het Landbouwonderwijs op Voorne, Putten en Rozenburg                                                |
| Voormalige pastorie, nu woonhuis | 1927                                  | Van der Sijde & Van Holten                     | Maarland Noordzijde 11         | 51° 54' 25" NB, 4° 10' 2" OL | 0501/wikinr_18 | Voormalige pastorie, nu woonhuis |
| Woonhuis | 1733                                  |                                                | Molenstraat 6                  | 51° 54' 22" NB, 4° 10' 3" OL | 0501/wikinr_19 | Woonhuis |
| Pastorie | 1913                                  | H. Goossens (directeur Gemeentewerken)         | Nobelstraat 22                 | 51° 54' 5" NB, 4° 9' 51" OL  | 0501/wikinr_20 | Pastorie |
| Winkelpand annex werkplaats | omstreeks 1910                        |                                                | Nobelstraat 57                 | 51° 54' 3" NB, 4° 9' 49" OL  | 0501/wikinr_21 | Winkelpand annex werkplaats |
| Restanten van een kapel | middeleeuwse oorsprong                |                                                | Nobelstraat 83 t/m 87          | 51° 54' 1" NB, 4° 9' 46" OL  | 0501/wikinr_22 | Restanten van een kapel |
| Toegangshek Oude Begraafplaats | omstreeks 1842                        |                                                | Oude Begraafplaats             | 51° 53' 54" NB, 4° 9' 35" OL | 0501/wikinr_23 | Toegangshek Oude Begraafplaats |
| Voormalig bedrijfsgebouw, nu woonhuis, dat dienst heeft gedaan als keuken, magazijn, linnenkamer en lijkenhuisje voor de Infirmerie (militair ziekenhuis) in de Rozemarijnstraat | omstreeks 1800                        |                                                | Rozemarijnstraat 43            | 51° 54' 14" NB, 4° 9' 60" OL | 0501/wikinr_24 | Voormalig bedrijfsgebouw, nu woonhuis, dat dienst heeft gedaan als keuken, magazijn, linnenkamer en lijkenhuisje voor de Infirmerie (militair ziekenhuis) in de Rozemarijnstraat |
| Woonhuis, Nieuwe Bouwen | omstreeks 1930                        |                                                | Schrijversdijk 3               | 51° 54' 30" NB, 4° 8' 54" OL | 0501/wikinr_25 | Upload foto |
| Boerderij Hoonaard Hoeve, type kop-romp met inrijdeuren in de voorgevel van de schuur                                                                                            | 1864                                  |                                                | Schrijversdijk 5               | 51° 54' 30" NB, 4° 8' 58" OL | 0501/wikinr_26 | Upload foto |
| Geen beschrijving |                                       |                                                | Slagveld 29                    | 51° 54' 15" NB, 4° 10' 5" OL | 0501/wikinr_27 | Geen beschrijving |
| Woonhuis, Traditionalisme met invloeden van Amsterdamse School.De woning vormt een karakteristiek onderdeel van de Plantage                                                      | 1930                                  |                                                | Spuilaan 10                    | 51° 53' 48" NB, 4° 9' 48" OL | 0501/wikinr_28 | Woonhuis, Traditionalisme met invloeden van Amsterdamse School.De woning vormt een karakteristiek onderdeel van de Plantage                                                      |
| Woonhuis, Nieuwe Bouwen. De woning vormt een karakteristiek onderdeel van de Plantage                                                                                            | Omstreeks 1925                        |                                                | Spuilaan 9                     | 51° 53' 48" NB, 4° 9' 46" OL | 0501/wikinr_29 | Woonhuis, Nieuwe Bouwen. De woning vormt een karakteristiek onderdeel van de Plantage                                                                                            |
| De oude 'korenkas' | rond het jaar 1300                    |                                                | Turfkade 34                    | 51° 54' 2" NB, 4° 9' 50" OL  | 0501/wikinr_30 | De oude 'korenkas' |
| Woonhuis | 1920                                  | A. Zoetmeijer                                  | Voorstraat 93                  | 51° 54' 18" NB, 4° 9' 57" OL | 0501/wikinr_31 | Woonhuis |
| Van oorsprong tweebeukig pand, nu opgedeeld in drie woningen, opgetrokken als "vrouwenhuis"                                                                                      | 1755                                  |                                                | Vrouwenhoflaan 23 - 25 - 27    | 51° 54' 18" NB, 4° 9' 51" OL | 0501/wikinr_32 | Meer afbeeldingen |